# Вадати-Бениоф зона
Вадати-Беониоф зона (позната и као Бениоф-Вадати зона или Бениоф зона или Бениоф сеизмичка зона) је дубоко, сеизмички активно подручје у субдукционој зони. Диференцијални покрети у овој зони производе дубоке земљотресе, чији хипоцентри могу бити на дубинама и до 700 километара. Ове зоне развијају се испод вулканских острвских лукова и континенталних маргина испод активних субдукционих зона. Могу настати као резултат кретања дуж реверсних раседа везаних за субдукцију (на горњој плочи) или кретања на раседима који се налазе на субдукујућој плочи, као резултат екстензије током силажења плоче у мантл. Дубоки земљотреси у овој зони омогућавају тродимензионално картирање површи субдукције. Падни угао ове зоне исти је као падни угао субдукујуће плоче.
Ова зона названа је по два сеизмолога, који су је независно открили. То су били Хуго Бениоф и Кијо Вадати.